# Le Pirée
Le Pirée (grec ancien : ὁ Πειραιεύς / ho Peiraieús, grec moderne : ο Πειραιάς / Pireás) est le principal port d'Athènes. Il est aussi le premier port et le principal centre industriel de Grèce. Il est le point de départ des voyageurs vers les îles de la mer Égée.
Il est situé dans la région  d'Attique (appelée jusqu'en 2010 nomarchie du Pirée, maintenant périphérie de l'Attique), sur la côte est du golfe Saronique. Il fait partie de la zone urbaine d'Athènes, à 8 km au sud-ouest du centre de la cité. Elle est néanmoins la capitale du diocèse décentralisé d'Égée constitué de deux périphéries extérieures à son territoire.

## Géographie

### Les ports
Le Pirée est un des plus grands ports du monde pour le trafic des passagers : il assure aussi bien les liaisons intérieures, desservant les nombreuses îles du pays, que les lignes internationales. Le nombre des voyageurs transitant chaque année par Le Pirée est estimé à douze millions.
Le Pirée comporte trois ports, d'est en ouest : Microlimano (anciennement Mounichías, Tourkolimano), Zéa (Pasalimáni) et Kantharos (Mega Limani, Kentrikos Limenas, Porto Draco) le grand port. C'est de ce dernier que partent les ferries pour les îles. Zéa et Microlimano sont les ports des yachts.

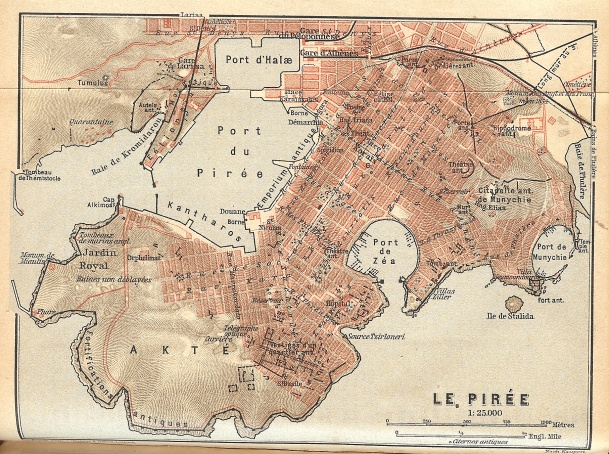
Le Pirée en 1908.
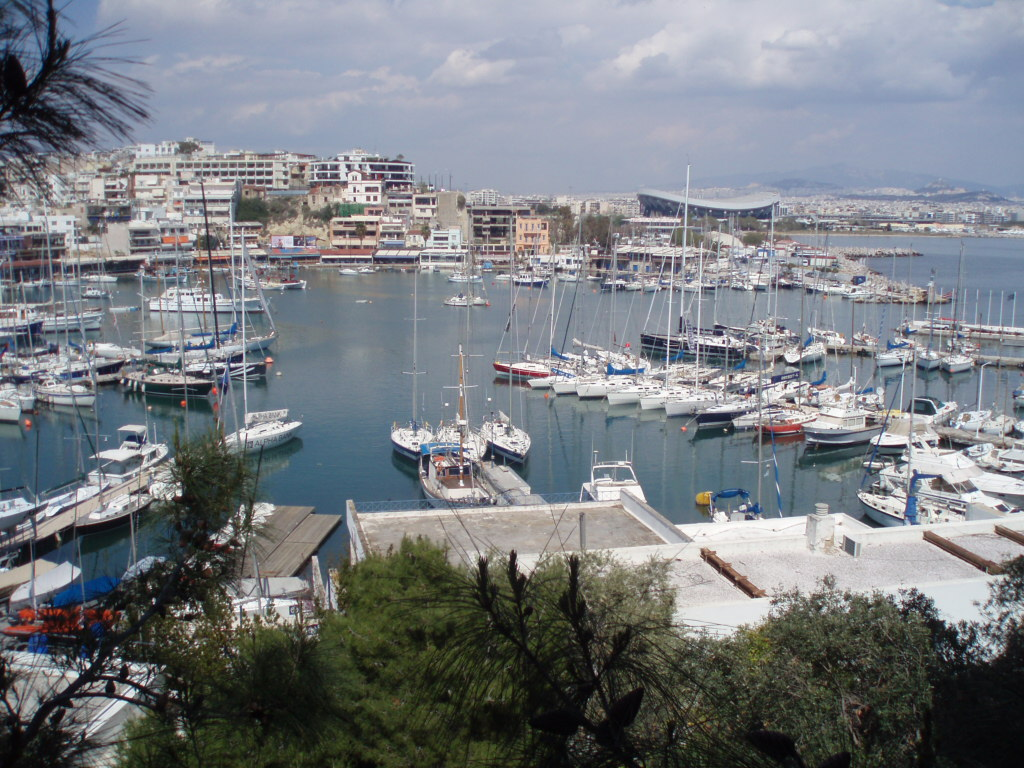
Microlimano.
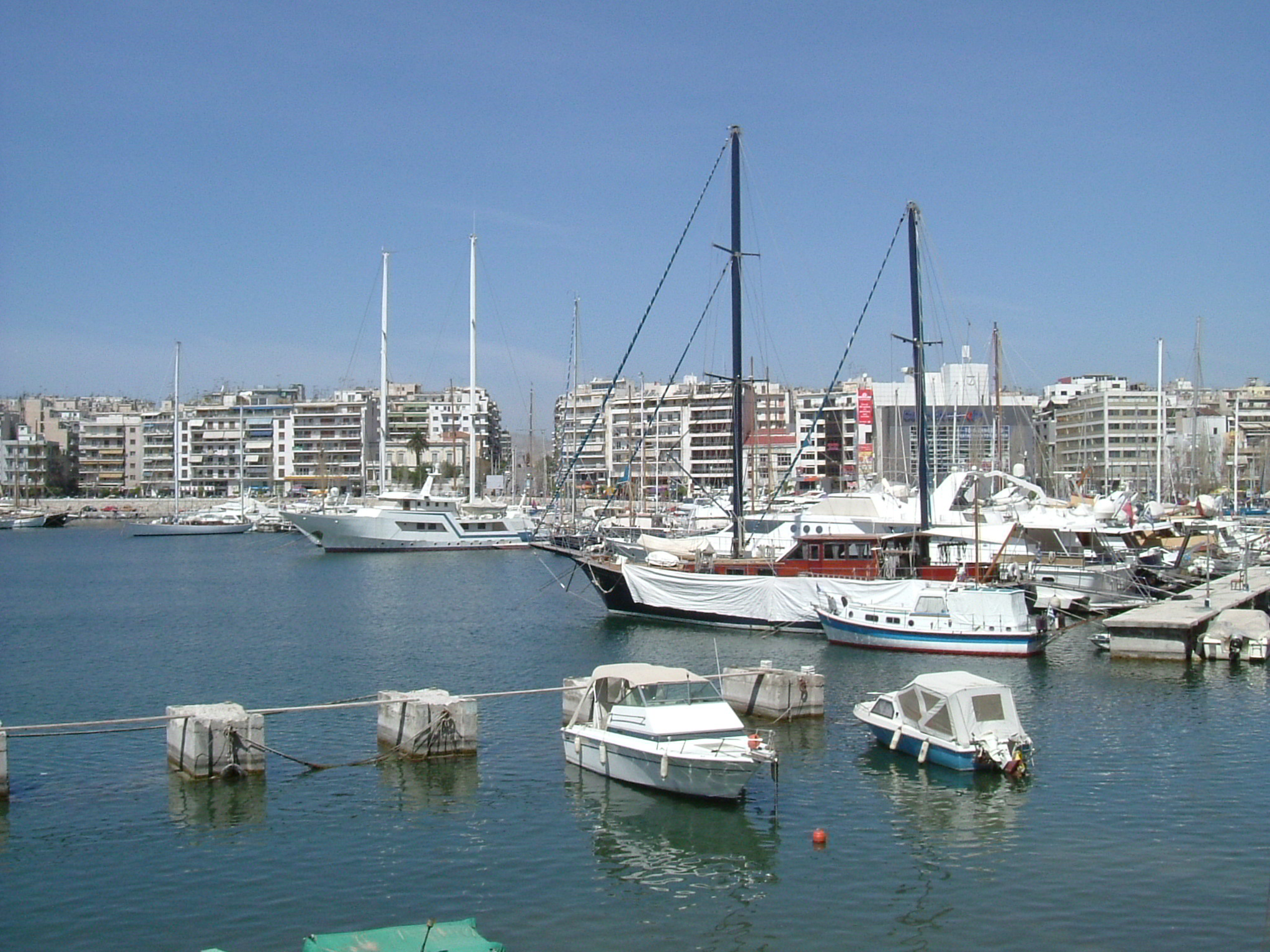
Le port de Zéa.
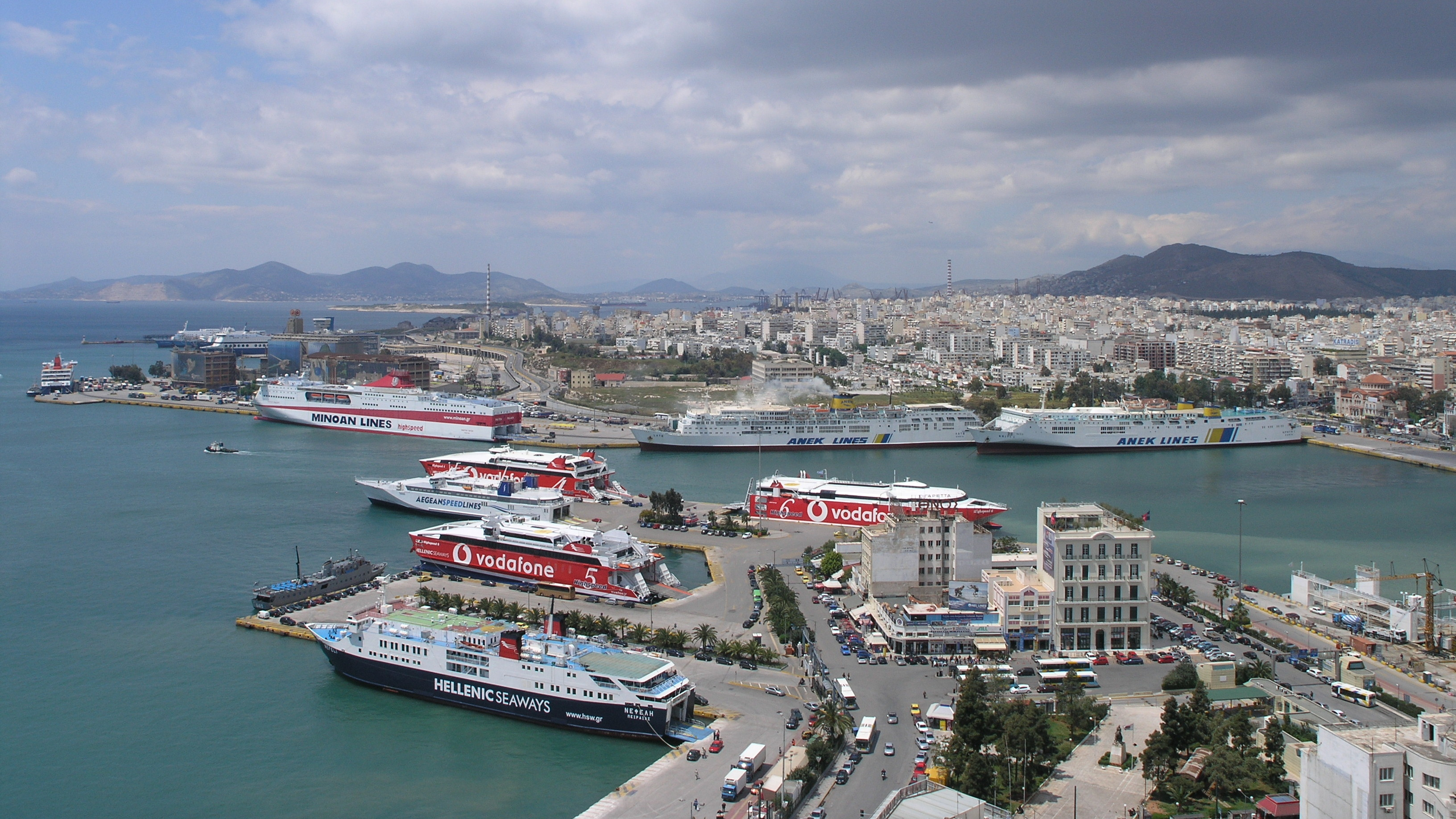
Vue panoramique de la partie ouest de la ville et du grand port maritime du Pirée.

L'exploitation du port de marchandises dont le bail avait déjà été concédé à la compagnie chinoise Cosco lui est vendue en 2016. La compagnie achète 51 % des actions pour 280,5 millions d'euros, avec une option pour 16 % supplémentaires cinq ans après,.

## Histoire

### Antiquité
Le Pirée est une colline rocheuse que le géographe grec Strabon suppose être, à l'origine, une île. Elle est citée dans le Livre 1 de la République de Platon : “J’étais descendu hier au Pirée avec Glaucon, fils d’Ariston...”, raconte Socrate en introduction.
Au Ier siècle, Strabon écrit que « Le Pirée, qui avait été auparavant une île et qui se trouvait en face de la côte » [πέραν / péran], « en a tiré son nom ». Des scientifiques ont validé cette assertion de Strabon en réalisant des carottages sédimentaires dans la ville accolée aujourd'hui au Pirée. Ils ont en effet prouvé, par l'étude stratigraphique et radiocarbone, qu'un bras de mer entourait le Pirée entre 4800 et 3400 av. J.-C.,. Puis, au début du IIIe millénaire av. J.-C., le paysage se transforme progressivement en lagune. Enfin, vers le Ve siècle av. J.-C. un marécage se développe qui est probablement l'Halipedon décrit dans les textes (Xen. Hell. 2,4,30-34) . L'adverbe πέραν / péran pourrait dériver du grec ancien πειρατής / peiratếs, c'est-à-dire « brigand, bandit qui court les mers pour attaquer les navires », mot avec spécialisation de sens dérivé du verbe πειράω / peiráô signifiant « s'efforcer, essayer, tenter sa chance à l'aventure », également à l'origine du mot « pirate ».
Le Pirée ne fut pas le premier port d'Athènes. On lui préféra longtemps la rade de Phalère, visible depuis Athènes, contrairement au Pirée.
Le premier à s'intéresser au Pirée fut Hippias qui fortifia Munychie.
La première reconnaissance du Pirée par Athènes a lieu en 507 av. J.-C. ; les réformes clisthéniennes l’érigent en dème, ce qui permet à la ville du Pirée de commencer à se développer. Mais cette reconnaissance athénienne n’est pas encore portuaire, elle ne concerne que la ville même qui a commencé à se développer au Pirée.

#### Thémistocle, fondateur de l’économie du Pirée
Thémistocle est le premier à avoir saisi l’importance du Pirée, tout d’abord pour se construire une flotte significative en cas de nouvelle invasion perse mais aussi pour stimuler le commerce et faire d’Athènes une puissance maritime bien protégée. Au tome V de The Cambridge Ancient History, il reste possible de lire sur Thémistocle : « It was him who was responsible for the new naval base at the Piraeus, without wich her maritime hegemony could not have been maintained », qui peut être traduit par « C'était lui qui était responsable de la nouvelle base navale du Pirée, sans laquelle son hégémonie maritime n'aurait pu être maintenue ». À la suite de la découverte de nouveaux gisements dans les mines du Laurion, Athènes a en effet les moyens de procéder à des grands travaux de fortifications et de construction maritime et Thémistocle persuade l’assemblée de débloquer ces fonds afin de faire d’Athènes une puissance maritime. Au livre I de la Guerre du Péloponnèse, Thucydide nous explique que Thémistocle « trouvait l’endroit heureusement conformé avec ses trois ports naturels et pensait qu’eux-mêmes devenus marins, ils se trouveraient en bonne passe pour acquérir de la puissance ». Aussi en -493, lors du premier archontat de Thémistocle, les travaux au Pirée commencent. Les chantiers navals permettent la construction d’une flotte assez importante pour battre les Perses à la bataille de Salamine en 480 av. J.-C.. Cette victoire persuade les Athéniens de l’utilité d’une puissance maritime ; la ville d’Athènes ayant été détruite par les Perses, ils s’emploient à la reconstruire en la fortifiant et en font de même pour le Pirée qui a quelque peu souffert également de l’invasion perse.
Ces fortifications inquiètent les cités alliées d’Athènes, Sparte en premier lieu, qui craint de voir là les débuts d’un rival très important pour son hégémonie. Aussi Sparte tente par tous les moyens diplomatiques possibles d’empêcher la fortification du Pirée, en arguant qu’en cas d’invasion réussie des Perses, cela leur procurerait une place imprenable en Attique. Mais Thémistocle se rend à Sparte pour les rassurer et décide de reconstruire les fortifications du Pirée détruites par les Perses en suivant un modèle plus vaste ; les murs du Pirée font 60 stades de circonférence et Thémistocle ordonne qu’on les érige assez haut et assez larges pour qu’ils puissent être défendus par les hommes les plus inaptes (invalides, vieillards) alors que le reste des soldats embarquerait sur des trières. Ces murs avaient, nous dit Thucydide au livre I, 93 de son ouvrage, une largeur telle que deux chars pouvaient s’y croiser de front.
La fortification du Pirée en fait une place militaire inexpugnable, et par conséquent un port de commerce sûr puisque les marchands n’ont pas peur d’y entreposer leurs denrées. Aussi ces fortifications vont de pair avec un développement de ce port. Le Phalère est abandonné au profit du Pirée, plus grand, mieux fortifié et s’articulant au pied de collines permettant une bonne surveillance. Mais le projet le plus ambitieux de Thémistocle, les Longs Murs reliant Athènes au Pirée, ne fut réalisé qu’après son ostracisme, prononcé en 471 (il aurait été accusé de « médiser », c'est-à-dire de prendre le parti des Mèdes ).

#### Période classique
Les débuts de la période classique constituent l’âge d’or du Pirée qui acquiert une hégémonie sur le commerce grec, et ce au détriment des autres ports comme Chalcis, Érétrie, Égine ou encore Corinthe qui est néanmoins le seul port à réussir à se maintenir à peu près. Aussi à partir de 451 av. J.-C., la ville du Pirée est-elle entièrement reconstruite sur un vaste plan architectural par Hippodamos de Milet, les entrepôts et arsenaux sont agrandis et la ville se dote de temples et de bassins plus nombreux. Le Pirée apparaît alors comme une clef de l’essor athénien puisqu’il lui confère sécurité, prospérité économique et commerciale ainsi que puissance navale sans égale. À eux seuls, les revenus du Pirée couplés à ceux des mines du Laurion constituent alors plus de 65 % du budget de l’État athénien, le développement de la navigation compensant la pauvreté de la terre de l’Attique. Le Pirée se rapproche également d’Athènes dans la mesure où ses habitants prennent de plus en plus part à la démocratie athénienne, puisque la tradition démocratique est très ancrée au Pirée. La population de la ville était d'ailleurs principalement constituée de métèques[réf. nécessaire] qui firent du port une ville commerciale et cosmopolite, où les Dieux étrangers côtoyaient les Dieux grecs.
Enfin, les longs murs construits entre -461 et -456 et qui relient le Pirée à Athènes suivant une double muraille d’environ 6 kilomètres achèvent de protéger la ville. L’importance de ces longs murs se ressent bien au livre I de La Guerre du Péloponnèse puisque Thucydide nous apprend que Thémistocle pensait que le Pirée présentait plus d’utilité que la ville haute et répétait souvent aux Athéniens, si jamais ils cédaient à un assaillant sur terre, de gagner le port et, avec leur flotte, de faire face.
Cet âge d’or toucha à sa fin au milieu du Ve siècle av. J.-C., en effet les fortifications du Pirée avaient déjà attiré la méfiance des Lacédémoniens et les autres ports grecs (Mégare et Corinthe notamment) avaient beaucoup souffert de l’hégémonie du Pirée. Aussi les raisons de la guerre du Péloponnèse sont-elles essentiellement économiques, Sparte n’eut aucun mal à convaincre les cités ayant souffert de l’expansion athénienne de se joindre à elle pour faire la guerre à Athènes. L’effort de guerre provoqua au Pirée la ruine de plusieurs commerçants, les locaux et les navires étant réquisitionnés et le commerce chutant au profit des dépenses militaires. Les raids lacédémoniens sur le territoire de l’Attique conduisirent Périclès à rassembler la population dans les murailles athéniennes, qui s’étendaient donc maintenant sur une petite dizaine de kilomètres, suivant ainsi le conseil de Thémistocle. Cependant, les murailles du Pirée ainsi que la ville n’avaient pas été étudiées pour accueillir un si grand nombre de personnes, ainsi les populations s’entassèrent, et trouvèrent refuge dans les temples, sous les portiques… Cette situation étant propice à la propagation d’une maladie, la peste fit des ravages un an plus tard dans la population, favorisée par la quasi absence d’égouts au Pirée ainsi que par la faible adduction d’eau et l’absence de fontaine. Au livre II, 48, Thucydide nous explique qu'Athènes se vit frappée brusquement, et ce fut d’abord au Pirée que les gens furent touchés ; ils prétendirent même que les Péloponnésiens avaient empoisonné les puits (car il n’y avait pas encore de fontaines à cet endroit). Puis il atteignit la ville haute et dès lors le nombre de morts fut beaucoup plus grand. La peste, qui a eu raison de Périclès et de ses deux fils (Xanthippe et Paralos), fut un coup fatal porté au Pirée qui traversait alors une crise économique et commerciale sans précédent. Le désastre de Sicile en 415 av. J.-C. acheva cette crise en privant les Athéniens d’un grand nombre de navires.
Le Pirée avait une tradition démocratique très ancrée. Ainsi lors du régime des 400 en -411, ce furent les soldats du port qui s’unirent et s’emparèrent du Pirée après une guerre civile menée dans les rues. Mais cela n’empêcha pas les Lacédémoniens de porter le coup fatal au Pirée, quand après le siège victorieux d’Athènes, ils exigèrent que les longs murs et les fortifications d’Athènes et du Pirée soient rasés. Le coup fut d’autant plus dur pour les habitants du Pirée que Lysandre ordonna que cette destruction se fasse au son des flûtes, comme une fête. Athènes, déchue, fut de nouveau victime d’une révolution oligarchique et de la mise en place du régime des Trente, qui s’acharna particulièrement sur le Pirée, foyer de la révolution contre le régime des 400. Cet acharnement contribua à une nouvelle révolte démocratique à l’hiver -404, partant toujours du Pirée et menée par Thrasybule, qui réussit à prendre le Pirée et à résister aux assauts des soldats des Trente. Même si les hoplites spartiates parvinrent à les vaincre à la suite d’une réelle démonstration militaire, la démocratie fut rétablie un an plus tard, en 403.

#### Périodes hellénistique et romaine
Après la défaite d'Athènes à Chéronée en -338, le Pirée connut une période de renouveau sous l'impulsion de l'homme d'État Lycurgue : réparation des fortifications, construction du nouvel arsenal de Philon, reconstitution d'une flotte importante. L'activité commerciale y est importante, de l'ordre de 200 navires par an soit une activité comparable à celle du port de Marseille 2000 ans plus tard.
La défaite des Grecs lors de la guerre lamiaque en -322 mit un terme à cette expansion, et le Pirée fut occupé par une garnison macédonienne.
En -307, Athènes fut provisoirement libérée de la tutelle macédonienne : Démétrios Poliorcète prit le Pirée par surprise en juin, puis en août, après un siège, la forteresse de Mounychie. Les fortifications furent réparées au cours des années suivantes.
Le Pirée fit sécession au cours de la tyrannie de Lacharès, avant -297. À la chute d'Athènes en -295, le port fut occupé par Démétrios Poliorcète. Alors qu'Athènes se libérait de la tutelle de ce dernier en 287, le Pirée resta aux mains des Macédoniens malgré une tentative des Athéniens peu après son départ pour l'Anatolie : ne pouvant prendre la forteresse de Mounychie par la force, les stratèges athéniens décidèrent alors d'employer la ruse et soudoyèrent le commandant de la garnison de mercenaires afin qu'il leur ouvre les portes de la forteresse. Mais le commandant en avertit son supérieur, un dénommé Hérakleidès, et quand le détachement de quatre-cent-vingt Athéniens pénétra dans Mounychie ils furent massacré par les Macédoniens, Athènes perdant son détachement et deux stratèges ce jour-là. Le Pirée resta ensuite sous contrôle macédonien jusqu'en 229 av. J.-C..
La ville fut détruite en -87 par le général romain Sylla. Strabon dit d'ailleurs que la ville n'est qu'un misérable village. Il semblerait qu'elle soit redevenue un centre commercial florissant à l'époque impériale.

Constantin utilisa encore le port pour sa flotte de guerre.
Le raid d'Alaric Ier en 396 donna le coup de grâce à la ville.

#### Organisation des différents ports dans l'Antiquité

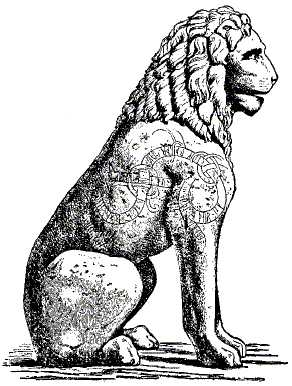
Le lion et les runes gravées

Le site comporte trois ports naturels, qui vont être utilisés par les plus grands architectes grecs pour donner les trois ports de Zéa, de Munychie et de Kantharos. Ces ports sont essentiellement militaires et commerciaux et seront fortifiés sous Thémistocle afin d’en faire une place imprenable. Ce sont en effet ce qu’on appelle des ‘ports fermés’ c'est-à-dire que les tours de garde se trouvant à chaque extrémité des digues (sur lesquelles se trouvaient les phares destinés à guider les bateaux) étaient reliées entre elles par des chaînes ce qui empêchait les navires de rentrer sans autorisation et prévenait donc le Pirée de toute attaque.
Le port de Zéa, était uniquement militaire et comprenait des chantiers navals. Ce fut le premier à être fortifié, et il avait été capable d’accueillir 196 trières, dans des loges de 40 mètres de long sur 6,50 mètres de large.
Le port de Kantharos est le plus grand port du Pirée, c’est lui qui gère la plupart des activités commerciales. C’est dans ce port que se trouvent les entrepôts, les marchés et les bâtiments administratifs destinés à régler la vie commerciale. Il comprend 600 mètres de quais et 82 loges, plus petites que celles des autres ports[réf. nécessaire].
Enfin, le dernier de ces ports, celui de Munychie, est le plus petit et se situe au pied de la colline de Munychie. Il a pour but de seconder celui de Zéa en se consacrant lui aussi essentiellement à des activités militaires ; il comprend des arsenaux et des chantiers navals et peut accueillir 94 trières dans des loges de la même taille que celles du port de Zéa[réf. nécessaire].

### Moyen Âge et domination ottomane
En 1040, le mercenaire varègue Harald, futur roi Harald Hardraada, vint réprimer une insurrection athénienne pour le compte de l'empereur de Constantinople. Il débarqua au Pirée, nommé alors Porto Leone ou Porto Draco. Ce nom lui avait été donné à cause de la statue de lion (ou lionne), peut-être originaire de Délos qui se trouvait à l'extrémité du promontoire d'Alkimos. Un reproduction est encore visible de nos jours. Ce fut sur cette statue qu'Harald Hardraada grava des runes.
La statue fut emportée par Francesco Morosini en 1687. Elle est maintenant à l'entrée de l'Arsenal de Venise.
Le Pirée s'appelait Aslan-Liman (port du lion) pendant la domination ottomane.

### À l’époque contemporaine

Le camp de Karaïskakis à Castella par Theodoros P. Vryzakis.

Mounychie retrouva son importance de forteresse lors de la guerre d'indépendance grecque. La colline fut occupée de février à mai 1827 par les troupes grecques de soutien aux Grecs assiégés dans l'Acropole d'Athènes, et la zone du Pirée fut le théâtre de plusieurs combats. Yeóryios Karaïskákis y perdit la vie. Cette expédition fut finalement un échec à la suite du désastre de la bataille de Phalère.
Le Pirée fut choisi en 1834 pour abriter le site du nouveau port d'Athènes.

La ville comptait 300 habitants en 1836. Chateaubriand n'y avait vu qu'une petite maison de douanier. Le Pirée fut alors repeuplé par des habitants des îles venus y chercher un emploi.
En 1850, le Royaume-Uni de Palmerston procéda au blocus du port à cause de l'incident Don Pacifico. Le Royaume-Uni, cette fois accompagné de la flotte française procéda à une occupation entre 1854 et 1857, à cause de la politique extérieure et des dettes de la Grèce, ainsi que de la Guerre de Crimée.
Le Pirée avait 11 000 habitants en 1869 et 50 000 en 1895. La ville explosa avec la « Grande Catastrophe » : l'échange de population avec la Turquie à la suite du traité de Lausanne en 1923. Le nombre d'habitants au Pirée fut multiplié par trois.
Le 6 avril 1941, jour de l'attaque allemande sur la Grèce lors de la Seconde Guerre mondiale, l'aviation allemande bombarda le port et coula 11 navires de guerre, surtout le Clan Fraser qui transportait 200 tonnes de TNT qui explosa avec deux transports de munitions voisins, causant d'immenses dégâts.

## Population et société

### Démographie
| 1834 | 1836  | 1838  | 1842  | 1845  | 1848  | 1852  | 1853  | 1856  |
| ---- | ----- | ----- | ----- | ----- | ----- | ----- | ----- | ----- |
| 31   | 1 071 | 2 137 | 2 611 | 4 247 | 5 279 | 5 369 | 5 472 | 6 057 |

| 1861  | 1870   | 1879   | 1889   | 1896   | 1907   | 1981    | 1991    | 2001    |
| ----- | ------ | ------ | ------ | ------ | ------ | ------- | ------- | ------- |
| 6 452 | 11 047 | 21 618 | 35 569 | 51 020 | 74 580 | 196 389 | 182 671 | 175 697 |

| 2011    | - | - | - | - | - | - | - | - |
| ------- | - | - | - | - | - | - | - | - |
| 163 688 | - | - | - | - | - | - | - | - |

### Sports
Depuis leur création dans les années 1920, l'Ethnikós et l'Olympiakós sont deux clubs omnisports rivaux de la ville. La section water-polo du premier est la plus titrée du championnat grec, tandis que c'est la section football du second qui a cet honneur.

## Culture locale et patrimoine
Le musée archéologique du Pirée expose les deux superbes bronzes découverts dans le port en 1959.

### Le Pirée au cinéma
Le film de Jules Dassin Jamais le dimanche est une ode au Pirée. Il a été entièrement tourné dans la ville et la chanson Les Enfants du Pirée, spécialement écrite pour ce film, connut un succès international et fut interdite de diffusion durant la dictature des colonels.

### Jumelages
- Marseille (France) depuis 1984
- Worcester (Massachusetts) (États-Unis)
- Rosario (Argentine)
- Ostrava (Tchéquie)
- Saint-Pétersbourg (Russie) depuis 1965
- Baltimore (États-Unis)
- Galaţi (Roumanie)
- Varna (Bulgarie)
- Shanghai (Chine)
- Arkhangelsk (Russie)